# Gustav Droysen

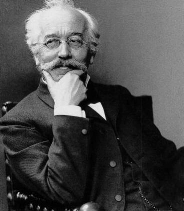
Gustav Droysen

Johann Gustav Ferdinand Droysen (Berlim, 10 de Abril de 1838 — Halle an der Saale, 10 de Novembro de 1908) foi um historiador alemão, filho do também historiador e professor universitário Johann Gustav Droysen.
Estudou jurisprudência nas Universidades de Berlim e Jena e filosofia e história em Göttingen. Sua principal área de interesse era a Guerra dos Trinta Anos.

## Seleção de obras
- Albrecht’s I. Bemühungen um die Nachfolge im Reich, (Leipzig, 1862)
- Gustaf Adolf, (2 volumes; Leipzig, 1869–1870).
- Gustav Droysen (Hrsg.): Gedruckte Relationen über die Schlacht bei Nördlingen 1634, (Halle, 1885)
- Bernhard von Weimar, (2 volumes; Leipzig, 1885).
- Professor G. Droysens Allgemeiner historischer Handatlas: in sechsundneunzig Karten, mit erläuterndem Text, (Bielefeld, 1886).
- Geschichte der Gegenreformation, (Berlim, 1893).
- Johann Gustav Droysen. Erster Teil: Bis zum Beginn der Frankfurter Tätigkeit, (Berlim/Leipzig, 1910).